# Tanner Buchanan
Tanner Buchanan (Ottawa, 8 de dezembro de 1998) é um ator norte-americano. Ele é mais conhecido por seus papéis como Leo Kirkman no drama político da ABC Designated Survivor e Robby Keene na série Cobra Kai da Netflix. Ele também é conhecido por seu papel na série de televisão Game Shakers da Nickelodeon como Mason Kendall.

## Carreira
Em 2010, ele fez sua primeira aparição na televisão, interpretando um papel infantil na série Modern Family. Três anos depois, ele apareceu em Grey's Anatomy, Major Crimes e The Goldbergs. Ele teve papéis recorrentes em Girl Meets World, Game Shakers e The Fosters. Em 2016, ele desempenhou seu primeiro papel principal na televisão, interpretando Leo Kirkman na série dramática política Designated Survivor. Em 2018, ele começou a interpretar Robby Keene na série Cobra Kai do YouTube Premium (e posteriormente da Netflix). Ele também estrelou o remake de She's All That chama He's All That.

## Filmografia

### Filmes
| Ano  | Título                                 | Função          | Notas          |
| ---- | -------------------------------------- | --------------- | -------------- |
| 2013 | Jake Squared                           | Sammy           |                |
| 2014 | Guests                                 | Bobby Bell      | Curta-metragem |
| 2014 | Ellie                                  | Bowie           | Curta-metragem |
| 2015 | The Heyday of the Insensitive Bastards | Bobby Bell      |                |
| 2015 | Alone in the Dust                      | Izzi            | Curta-metragem |
| 2017 | Anything                               | Jack Sachman    |                |
| 2019 | Max Winslow and the House of Secrets   | Connor Lawson   |                |
| 2019 | Sinister Seduction                     | Dylan Warren    |                |
| 2020 | Chance                                 | Colton          |                |
| 2021 | He's All That                          | Cameron Kweller |                |
| 2021 | Painted Beauty                         | Jovem Peter     |                |
| 2022 | The Hyperions                          | Apollo          |                |
| 2024 | How to Date Billy Walsh                | Billy Walsh     |                |

### Televisão
| Ano       | Título                                 | Função            | Notas                               |
| --------- | -------------------------------------- | ----------------- | ----------------------------------- |
| 2010      | Modern Family                          | Criança # 2       | Episódio: "Halloween"               |
| 2011      | Untitled Jeff and Jackie Filgo Project | Jimmy             | Piloto não vendido                  |
| 2012      | The Real St. Nick                      | Criança cínica    | Filme para televisão                |
| 2013      | Grey's Anatomy                         | Lucas             | Episódio: "Idle Hands"              |
| 2013      | Major Crimes                           | Michelle Brand    | Episódio: "Boys Will Be Boys"       |
| 2013      | Ghost Ghirls                           | Herói             | Episódio: "Campo dos Gritos"        |
| 2013–2014 | The Goldbergs                          | Evan Turner       | 2 episódios                         |
| 2014      | Growing Up Fisher                      | Slade             | Episódio: "Trabalhe comigo"         |
| 2014      | Mixology                               | Jovem dom         | Episódio: "Fab & Jessica & Dominic" |
| 2015      | Girl Meets World                       | Charlie Gardner   | Papel recorrente; 3 episódios       |
| 2015–2019 | Game Shakers                           | Mason Kendall     | Papel recorrente; 6 episódios       |
| 2016      | The Fosters                            | Jack Downey       | Papel recorrente; 6 episódios       |
| 2016–2018 | Designated Survivor                    | Leo Kirkman       | Papel principal; 28 episódios       |
| 2017      | Fuller House                           | Chad Brad Bradley | 2 episódios                         |
| 2018      | The Goldbergs: 1990-Something          | Mike Stamm        | Escolarizados ' piloto backdoor     |
| 2018–2025 | Cobra Kai                              | Robby Keene       | Papel principal; 30 episódios       |
| 2020      | Deputy                                 | Brendan           | Episódio: "10-8 Direitos"           |